# Ungernia trisphaera
Ungernia trisphaera är en amaryllisväxtart som beskrevs av Aleksandr Andrejevitj Bunge. Ungernia trisphaera ingår i släktet Ungernia och familjen amaryllisväxter. Inga underarter finns listade i Catalogue of Life.